# 髙荷義之
髙荷 義之（たかに よしゆき、1935年12月28日 - ）は、日本のイラストレーター。
群馬県前橋市出身。少年雑誌、架空戦記の挿絵・表紙絵、プラモデルのボックスアートなどを数多く手がけ、師匠の小松崎茂と共にメカニックイラストの専門家として知られる。

## 来歴

### 雑誌
少年時代に購入した『冒険世界』の表紙をきっかけに、小松崎茂のファンとなる。以来髙荷は小松崎の元にファンレターを送り続け、群馬県立前橋高等学校卒業後の1954年、挿画家を志し小松崎に弟子入り。同年11月に独立し、1955年に『中学生の友』3月号の挿絵でデビューを飾った。月刊誌「少年」などのグラビアページに西部劇などのイラストを描く。その後、週刊少年誌が相次いで誕生し、1960年代に戦記ブームが起きると戦車・軍艦・航空機などのメカニックイラストを描き始める。「週刊少年サンデー」「週刊少年キング」などに迫力ある作品を掲載した。

### スケールモデル
小松崎の成功によりプラモデルのボックスアートの需要が高まり、髙荷も1963年からこの仕事も手がけるようになる。以後、タミヤの戦車、日本模型の軍艦、フジミ模型の航空機などのシリーズを中心に数多くの作品を提供し、第一次プラモデルブームに貢献した。少年誌が漫画中心となりグラビアが減少したため、1970年代以降はボックスアートが創作の中心となる。
その他の模型メーカーでは永大、オオタキ、東京マルイ、童友社、トミー、ドラゴンモデルズ、バンダイ、ピットロード、ファインモールド、マックス模型などのボックスアートを手がけている。

### キャラクターモデル
今井科学の『サブマリン707』や『キャプテン・スカーレット』などのキャラクターものも描いていたが、1982年に「テレビランド」誌上で『戦闘メカ ザブングル』のイラストを発表。ミリタリーアートの大家がロボットアニメの巨大メカを描くという意外性が反響を呼び、『超時空要塞マクロス』（今井科学・有井製作所・日本模型）、『機甲界ガリアン』（タカラ）などのボックスアートを担当し、アニメブーム下のキャラクターモデラーに影響を与えた。また、1984年には『風の谷のナウシカ』、1989年には『トランスフォーマー ザ・ムービー』と、それぞれのポスター・パンフレット用イラストも描いている。
その他のアニメ作品では、『超時空世紀オーガス』（今井科学）、『超攻速ガルビオン 』（今井科学）、『超獣機神ダンクーガ』『機動戦士ガンダム 逆襲のシャア』（バンダイ）、『ファイブスター物語』（ウェーブ）、『マクロス7』（ウェーブ）、『サクラ大戦』（マーミット）などがある。2007年にはバンダイの宇宙戦艦ヤマトの大型キットのボックスアートを描いている。

## 画風
第二次世界大戦の様々な兵器を描いているが、創作活動初期は主に人間や動物を描いていた（インディアンに関する造詣が深い）。ミリタリーアートは当時の戦記物ブームの需要から描き始めたものだが、生来の探究心で精力的な情報収集を行った。軍事資料の乏しい当時、海外の情報を独自に入手したり、艦艇は元日本海軍造船官の福井静夫、零戦は元エースパイロットの坂井三郎といった関係者に取材を重ねることで、細部の正確な把握に務めた。「ボルト1本の位置にまでこだわる」という職人気質のため、筆が遅く少年誌の編集者を困らせたというエピソードもある。
精密さと共に、鋼鉄の質感を伝える写実的なタッチが特徴に挙げられる。また、背景をなす硝煙、波しぶき、雲海などの荒々しい筆遣いや、兵器の残骸や歩兵などのレイアウトで、戦場の臨場感を伝える手法も巧みである。なお画材は初期は水彩絵具、1980年頃以降はアクリル絵具を使用している。
しかし、1974年にアメリカとヨーロッパの消費者運動により「製品（キット）以外のものをボックスアートに描くと誇大広告とみなされる」という問題が生じる（小松崎茂の項も参照）。タミヤの自主規制により髙荷は原画の修正を強いられ、改訂版パッケージでは背景の歩兵やオートバイが丸ごと削除され、事情を知らないモデラーを驚かせることになった。この修正作業では、問題となる箇所を水で濡らした筆でなぞって消したという。更に削除だけではなく初稿完成以降に集めた資料による細部の修正が無数に入っており、髙荷の職人気質を感じさせる。
以降、パッケージに絵よりも写真が使われる例が増え、スケールモデル分野での需要が減ったことがロボットアニメに進出するきっかけになった。当初、アニメや巨大ロボットという非現実の題材に戸惑いがあったが、「この世界こそ、かつて自分が憧れた冒険活劇の世界ではないか！」と達観した。髙荷風にアレンジされたメカニックイラストは力強い生命感を放ち、後に主流となるCG制作のボックスアートと比べても、独特のリアリティーを有している。
架空戦記、SF小説等の表紙も描いている。近年ではこれらの絵は印象画のように細部をぼかして雰囲気優先で描かれる事もある。特に横山信義と佐藤大輔、および林譲治の一部の作品で顕著であるが、作品のイメージを代表する兵器や人物をトリミングして並べるような手法ではなく、小説内の一場面を再現するようなものが多く、写実性の高さを生かして艦船や飛行機が奇抜な機動を行っている（ように見える）アングルは少ない。シリーズ物では内容に合わせたのか色合いや海、雲の具合などが調節されていることもある。

## 画集
- 『電撃! ドイツ戦車軍団』 主婦と生活社〈21世紀WIDEブックス〉、1972年7月。
- 『高荷義之 アニメ・イラスト集』 徳間書店〈ロマンアルバムスペシャル〉、1983年4月。参考文献。出渕裕によるラフ画も収録。
- 『高荷義之イラストレーション』 徳間書店〈TOWN MOOK〉、1986年4月30日。
- 平野克己編 『高荷義之プラモデル・パッケージの世界』 大日本絵画、2000年1月、ISBN 978-4-499-22708-7。参考文献。
- 『ワンダーアートタカニスタイル 髙荷義之超現実画報』 オークラ出版、2002年6月、ISBN 978-4-87278-936-2。
- 『『超時空要塞マクロス』パッケージアート集』 小学館クリエイティブ、2023年2月20日発売、ISBN 978-4-7780-3879-3。